# Edessa (Grecia)
Edessa (in greco Έδεσσα?, in bulgaro Воден?, Voden), è un comune della Grecia situato nella periferia della Macedonia Centrale. È capoluogo dell'unità periferica di Pella, con 29 658 abitanti secondo i dati del censimento 2001.
A seguito della riforma amministrativa detta Programma Callicrate in vigore dal gennaio 2011 che ha abolito le prefetture e accorpato numerosi comuni, la superficie del comune è ora di 611 km² e la popolazione è passata da 25 619 a 29 658 abitanti.

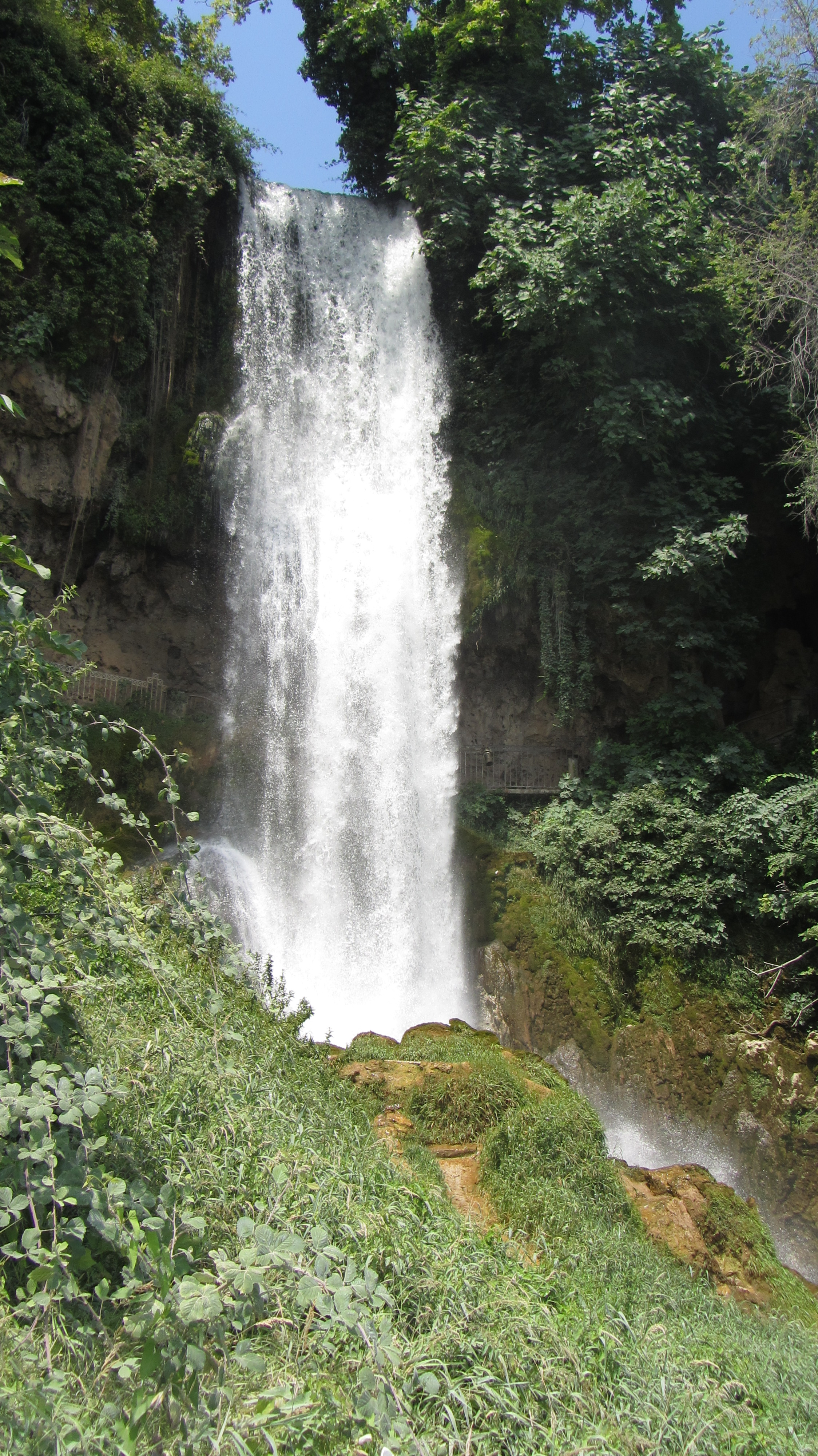
La cascata più alta di Edessa

È situata sulle propaggini meridionali dei Monti Voras nella antica regione macedone della Bottia, in una zona ricca di acqua (in città sono presenti delle cascate).

## Nome
Il nome è stato collegato con il termine frigio bedu ("acqua"), in relazione alle abbondanti risorse idriche del suo territorio. Anche il nome slavo di Βοδενά (Vodena) si riferisce alla medesima caratteristica (dal termine "voda", "acqua"); a questo nome si riferisce l'attuale nome bulgaro di Воден (Voden).
In onore dell'Edessa macedone, Seleuco I Nicatore fondò all'inizio del III secolo a.C. una omonima città in Mesopotamia.

## Storia

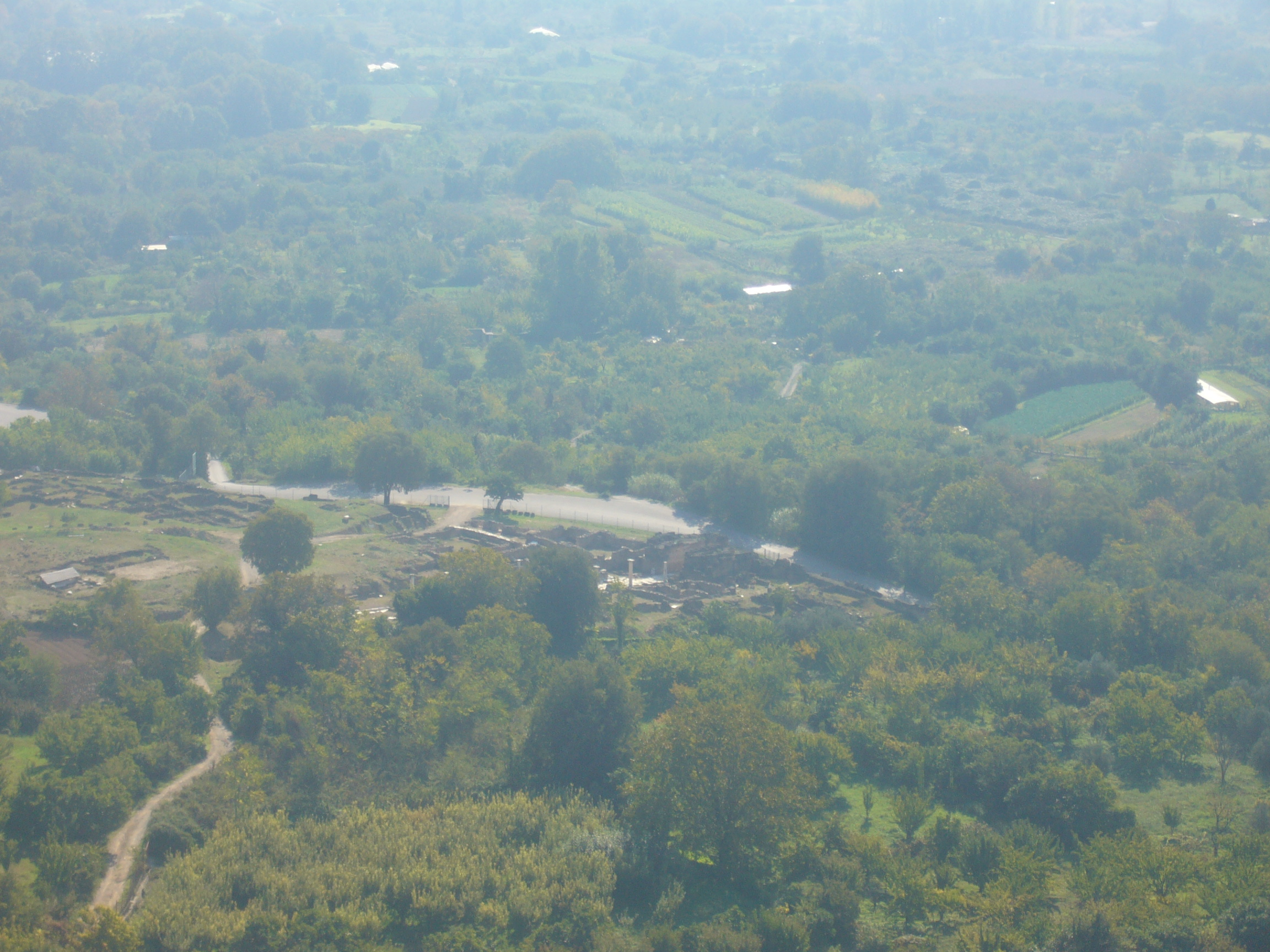
Gli scavi della città bassa visti dall'acropoli

Il territorio fu frequentato in epoca preistorica. La città si sviluppò a partire da un piccolo insediamento rurale a partire dal IV secolo a.C., articolata in un'acropoli e una città bassa di età ellenistica, entrambe fortificate. È menzionata in un'iscrizione rinvenuta nel santuario di Delfi del III secolo a.C.
Ebbe ulteriore sviluppo in epoca romana essendo collocata sulla via Egnatia ed ebbe una propria zecca tra il 27 a.C. e il 249.
Nel III secolo vi furono martirizzati santa Vassa e i suoi tre figli. Fu sede vescovile, ma la città bassa fu progressivamente abbandonata a partire dal VI-VIII secolo e in epoca bizantina era ridotta a una fortezza sull'acropoli, che aveva preso il nome slavo di Vodena.
Tra gli anni 989 e 995 Edessa fu la capitale provvisoria della Bulgaria.
Negli anni 1340 veniva citata sia come "Edessa" che come "Vodena" nella storia redatta dall'imperatore Giovanni VI Cantacuzeno e fu in seguito conquistata dal re serbo Stefano Uroš IV Dušan. Nel 1390 cadde in dominio dell'Impero ottomano. Fu nuovamente descritta nel XVII secolo dal viaggiatore turco Evliya Çelebi e vi sono riportate sei moschee.
Negli anni 1860 fu sede di scontri tra bulgari e greci.
Fu sottratta dal dominio ottomano, durato oltre mezzo millennio, nel 1912.
Sviluppatasi come centro industriale, fu favorita dalla disponibilità di energia idroelettrica e godette di grande prosperità nel periodo tra le due guerre mondiali, attirando l'immigrazione di Armeni e di Greci profughi dall'Asia Minore.
Nel 1944 fu incendiata per rappresaglia all'uccisione di un soldato da parte della resistenza. Durante la guerra civile greca del 1946-1949 fu sotto il controllo dei partigiani slavomacedoni del NOF.
Nel secondo dopoguerra Edessa subì il declino delle attività industriali, con un conseguente calo di popolazione, e si è progressivamente trasformata in una città di servizi, legati alla sua funzione amministrativa di capoluogo di prefettura, e di turismo.

## Monumenti e luoghi d'interesse

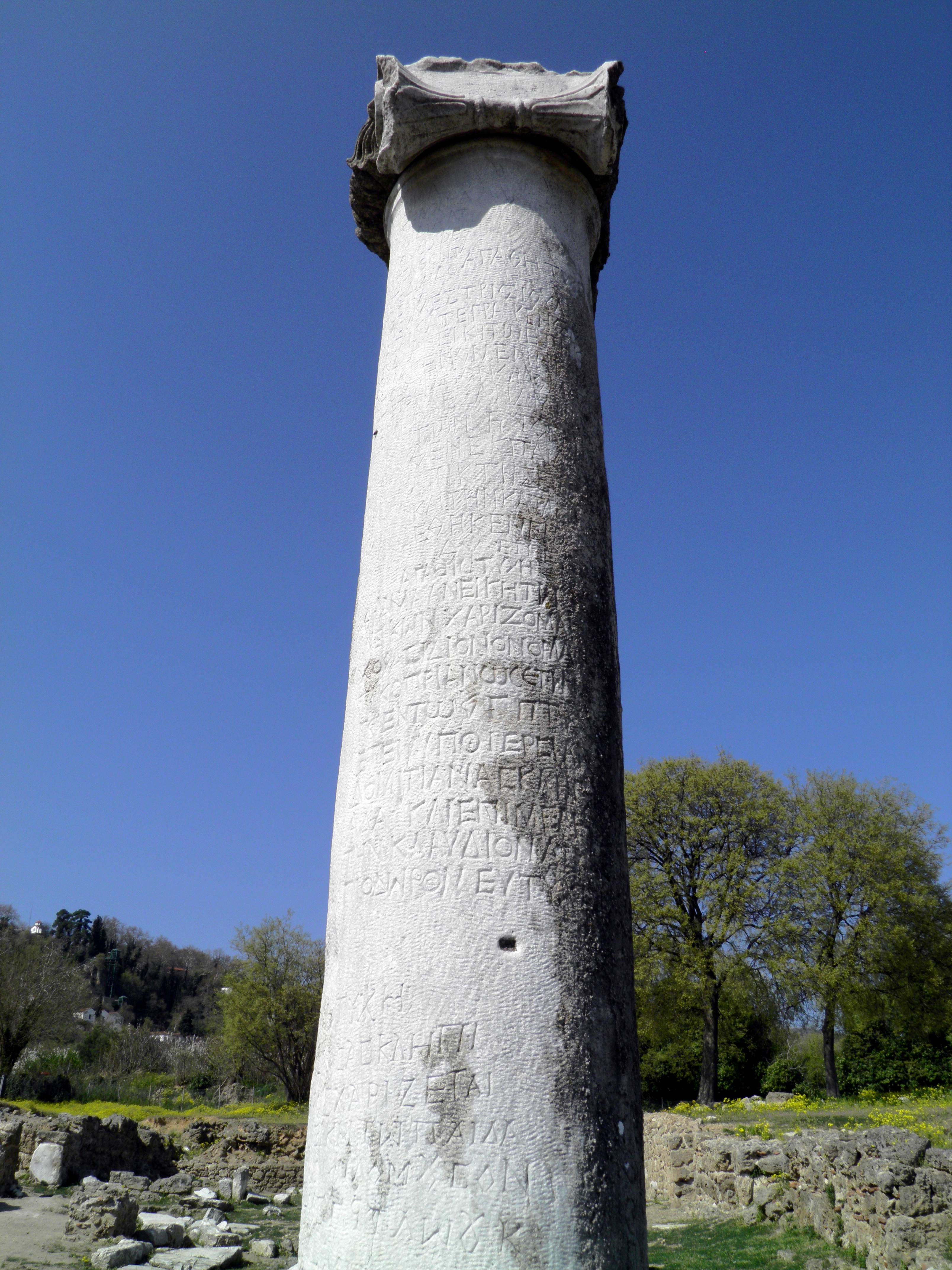
Nella colonna di Edessa (III secolo a.C.) sono descritte alcune manomissioni di schiavi dedicate alla dea Ma

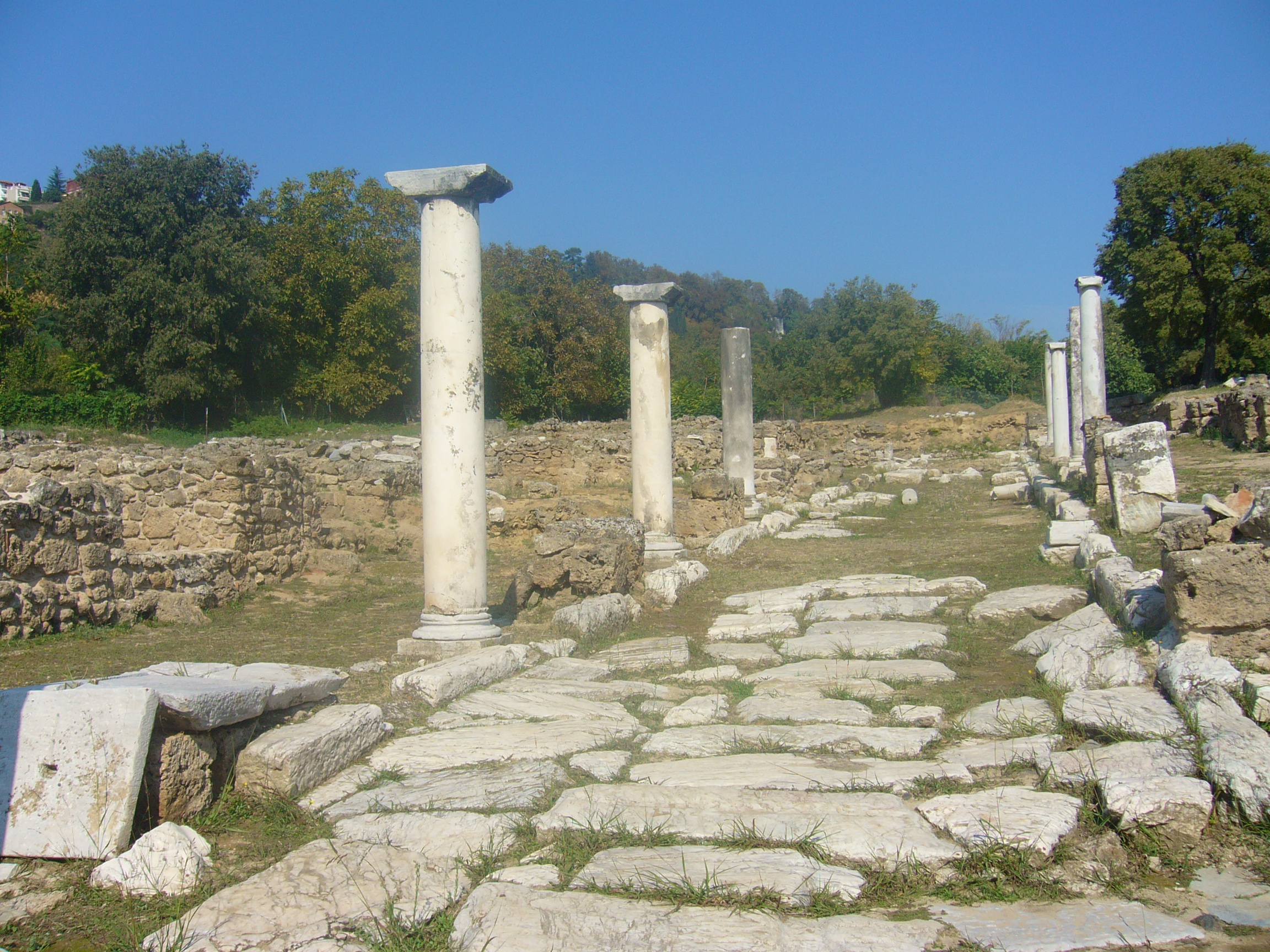
Una via della città bassa ellenistico-romana

Restano le fortificazioni dell'acropoli, a pianta triangolare e includenti le cascate, e della città bassa, dove raggiungevano un perimetro di 1200 m, con porte difese da torri. Sono stati rinvenuti i resti di alcuni edifici di epoca greca e romana dell'acropoli, nel sottosuolo dell'attuale città, e in un'area archeologica lungo la via principale della città bassa, fiancheggiata da colonnati nel II secolo, presso la porta meridionale, con abitazioni, laboratori artigianali e magazzini, che vanno dall'epoca ellenistica a quella tardo antica. Sono inoltre stati individuati i resti di due chiese paleocristiane, una all'interno e una all'esterno delle mura.
La principale necropoli si estendeva lungo la strada che portava dalla città bassa all'acropoli e comprende tombe familiari a camera scavate nella roccia del pendio.
Appartengono al periodo bizantino della fortezza sull'acropoli la cattedrale antica, elevata nel XIV secolo e la chiesa dei Santi Pietro e Paolo.

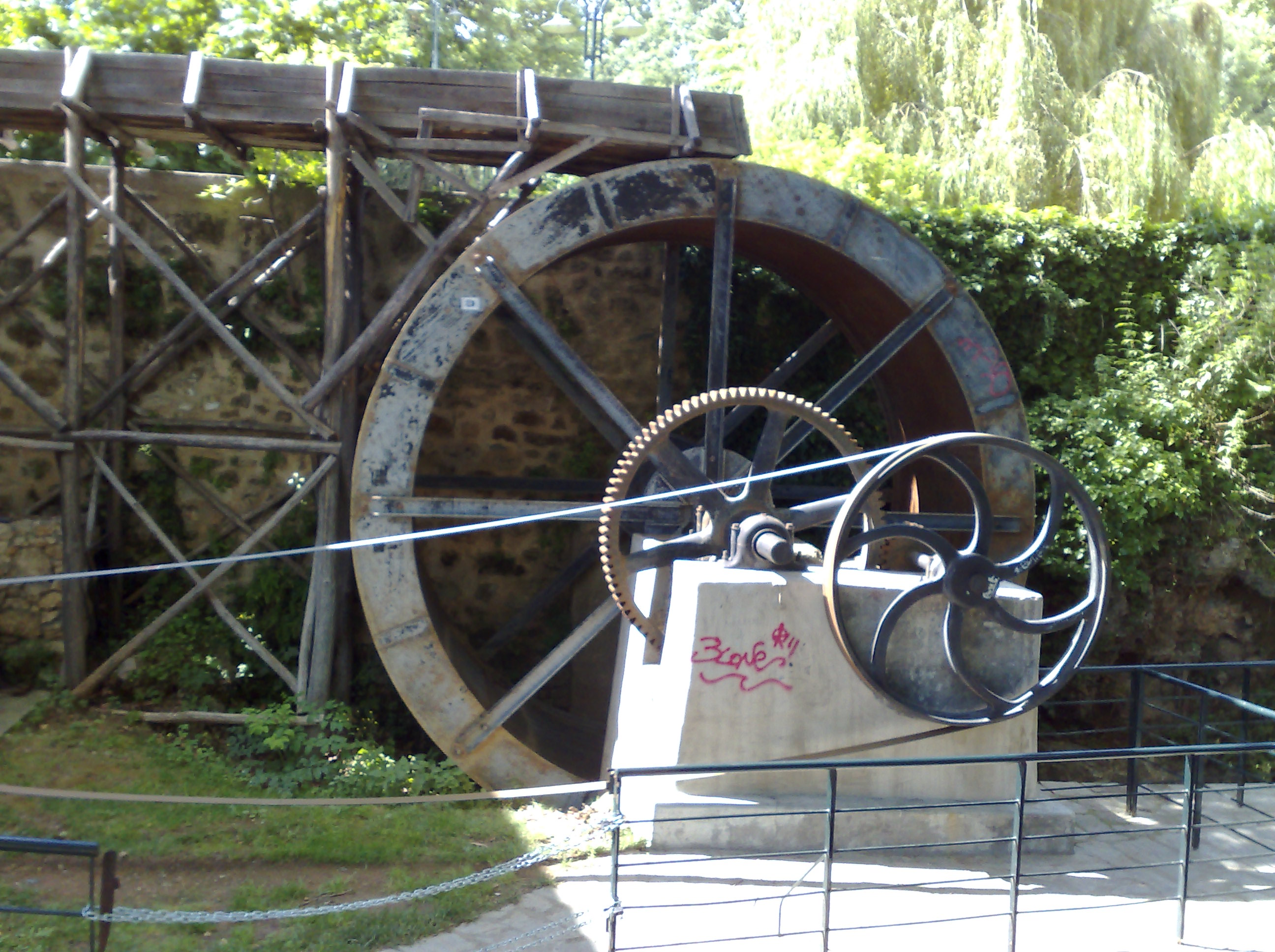
Mulini ad acqua

Risalgono al periodo della dominazione ottomana il ponte "Kiupri" o "Bizantino" alcuni mulini ad acqua presso le cascate e la struttura del quartiere di "Varosi".
Il locale museo archeologico è ospitato nell'edificio ottocentesco di Yeni Cami e ospita i ritrovamenti effettuati nell'area della città attuale e dell'antica città bassa.